# Cimetière américain de Romagne-sous-Montfaucon
Pour un article plus général, voir Sites funéraires et mémoriels de la Première Guerre mondiale (Front Ouest).
Le cimetière américain de Romagne-sous-Montfaucon (World War I Meuse-Argonne American Cemetery and Memorial) est un cimetière militaire situé à l'est de Romagne-sous-Montfaucon (Meuse), en Lorraine, France. Y sont enterrés 14 246 Américains ayant combattu lors de la Première Guerre mondiale.
Le 20 septembre 2023, le site fait partie des 139 sites mémoriels et funéraires de la Première Guerre mondiale inscrits au patrimoine mondial de l'UNESCO.

## Description
Le cimetière couvre 130 acres (52 hectares). C'est celui où repose le plus grand nombre de militaires Américains décédés en Europe, avec un total de 14 246. La plupart des personnes enterrées sont mortes pendant l'offensive Meuse-Argonne durant la Première Guerre mondiale. L'immense champ de pierres tombales s'élève par des rangées rectangulaires vers le haut au-delà d'un large espace central et vers la chapelle couronnée. Un écran en bronze sépare le foyer de la chapelle de l'intérieur, qui est décoré par des vitraux dépeignant les insignes des unités américaines. Derrière l'autel sont disposés les drapeaux des nations alliées.
De chaque côté de la chapelle sont situés des loggias commémoratives. Un panneau de la loggia occidentale contient une carte de l'offensive de la Meuse-Argonne. Sur les panneaux restants sont inscrits les noms des 954 disparus américains dont les restes n'ont jamais été récupérés ou n'ont pas été identifiés. La plupart des morts américains de l'expédition en Russie nordique en 1918-1919 sont enterrés dans ce cimetière.
Le cimetière américain et la chapelle de Meuse-Argonne ont fait l'objet d'une inscription sur l'inventaire supplémentaire des monuments historiques par arrêté du 28 décembre 2017,.

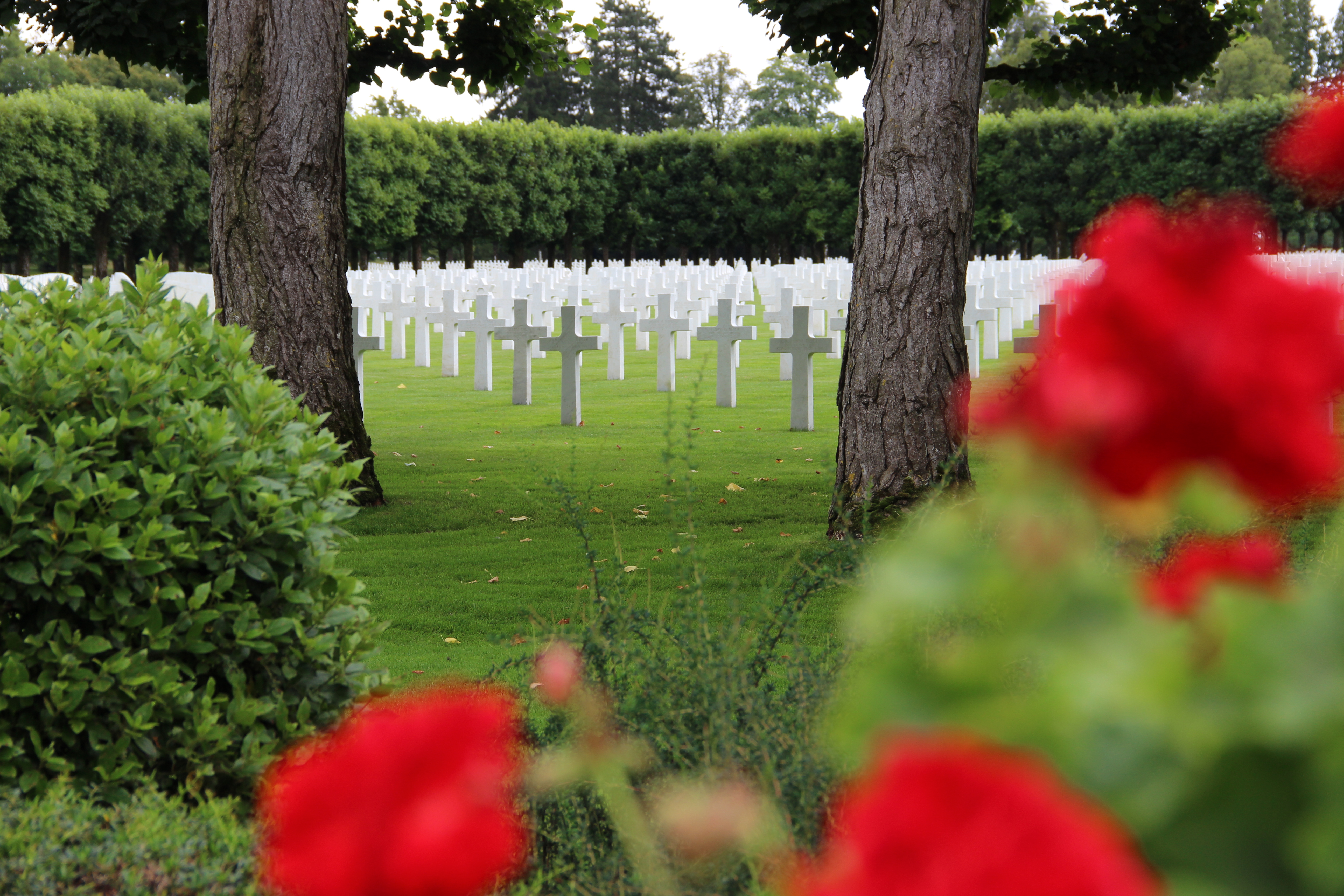
Meuse-Argonne American Cemetery.
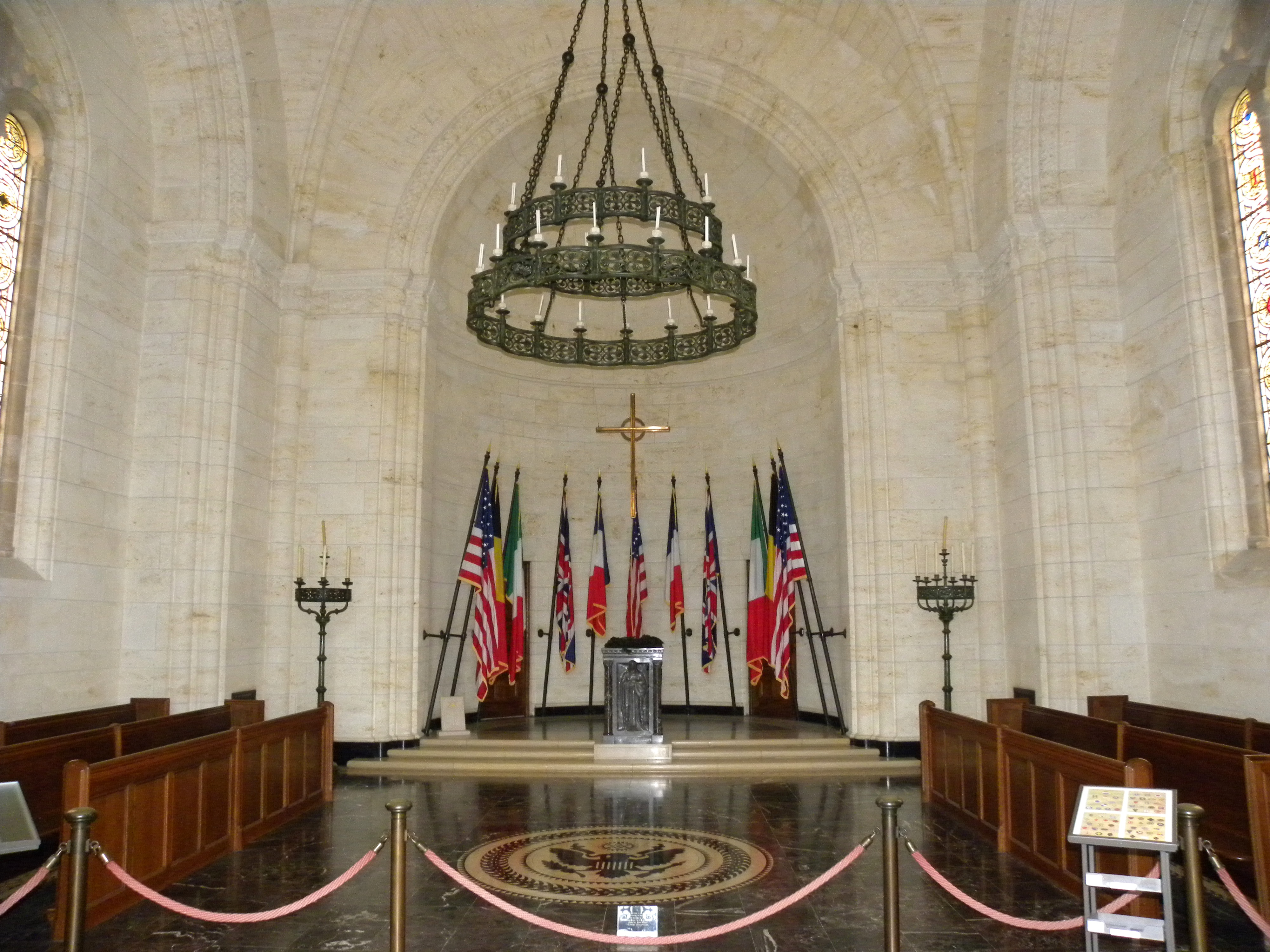
Meuse-Argonne American Cemetery Chapel.
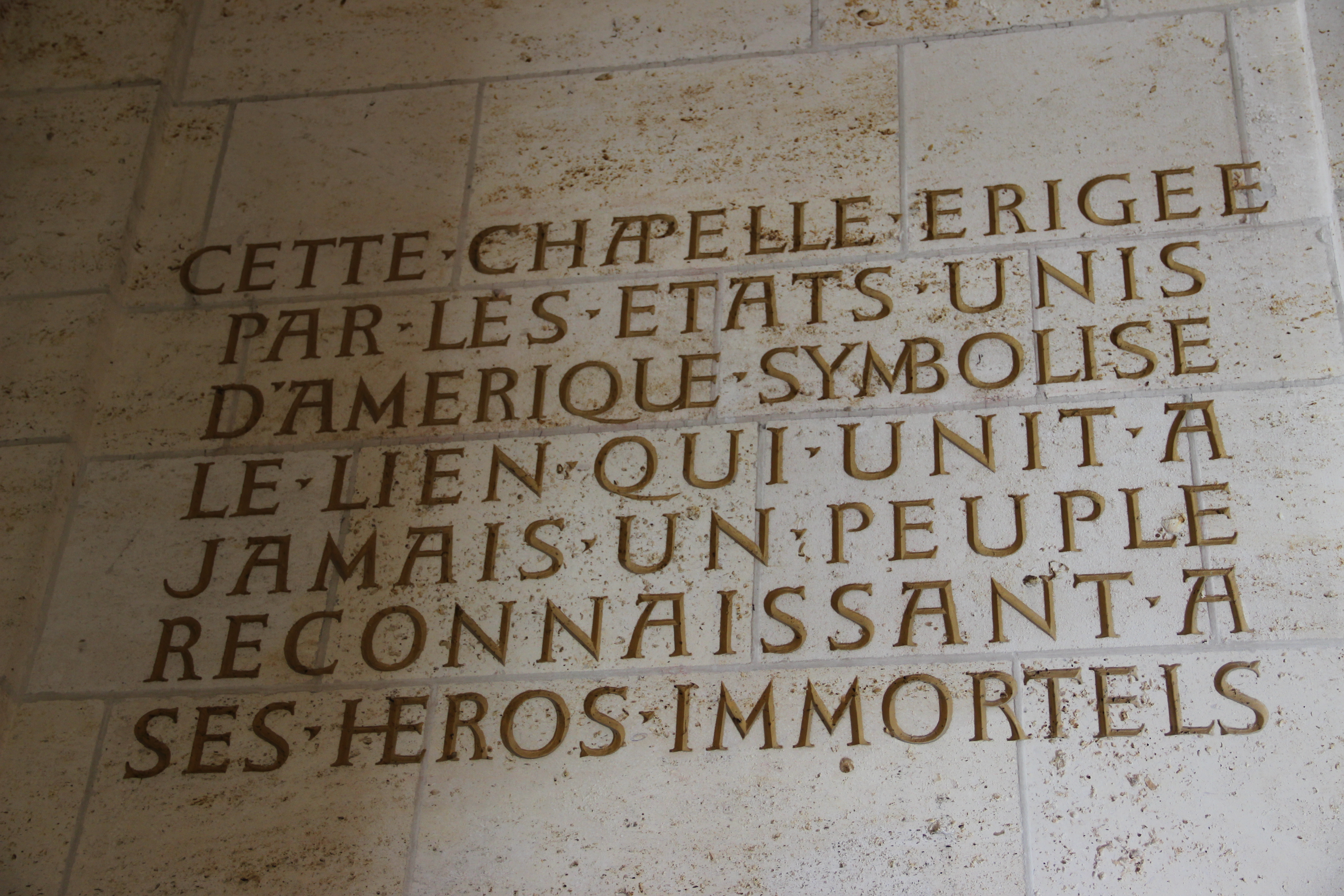
Inscription dans la chapelle.
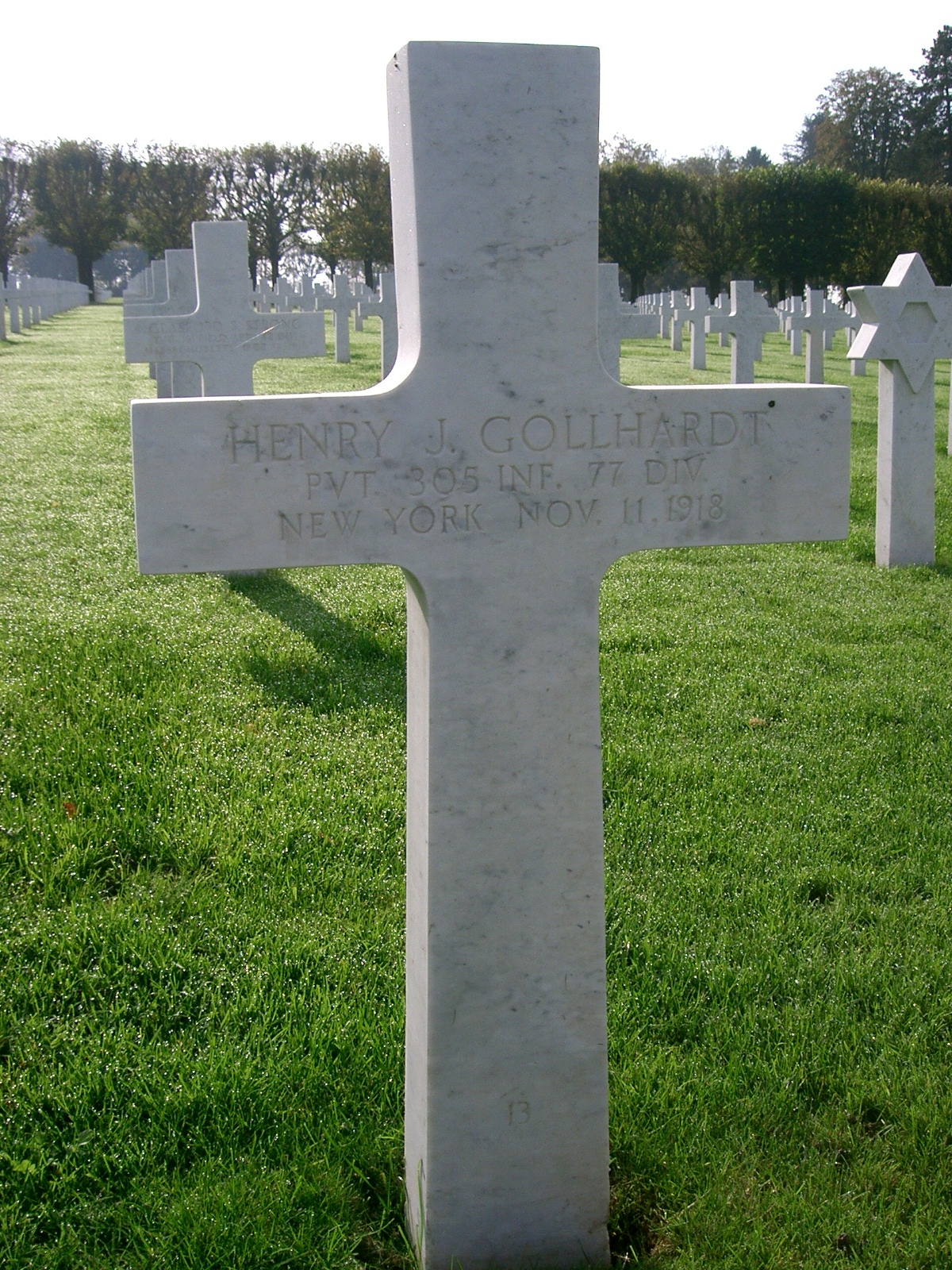
Tombe du soldat américain Gollhardt.
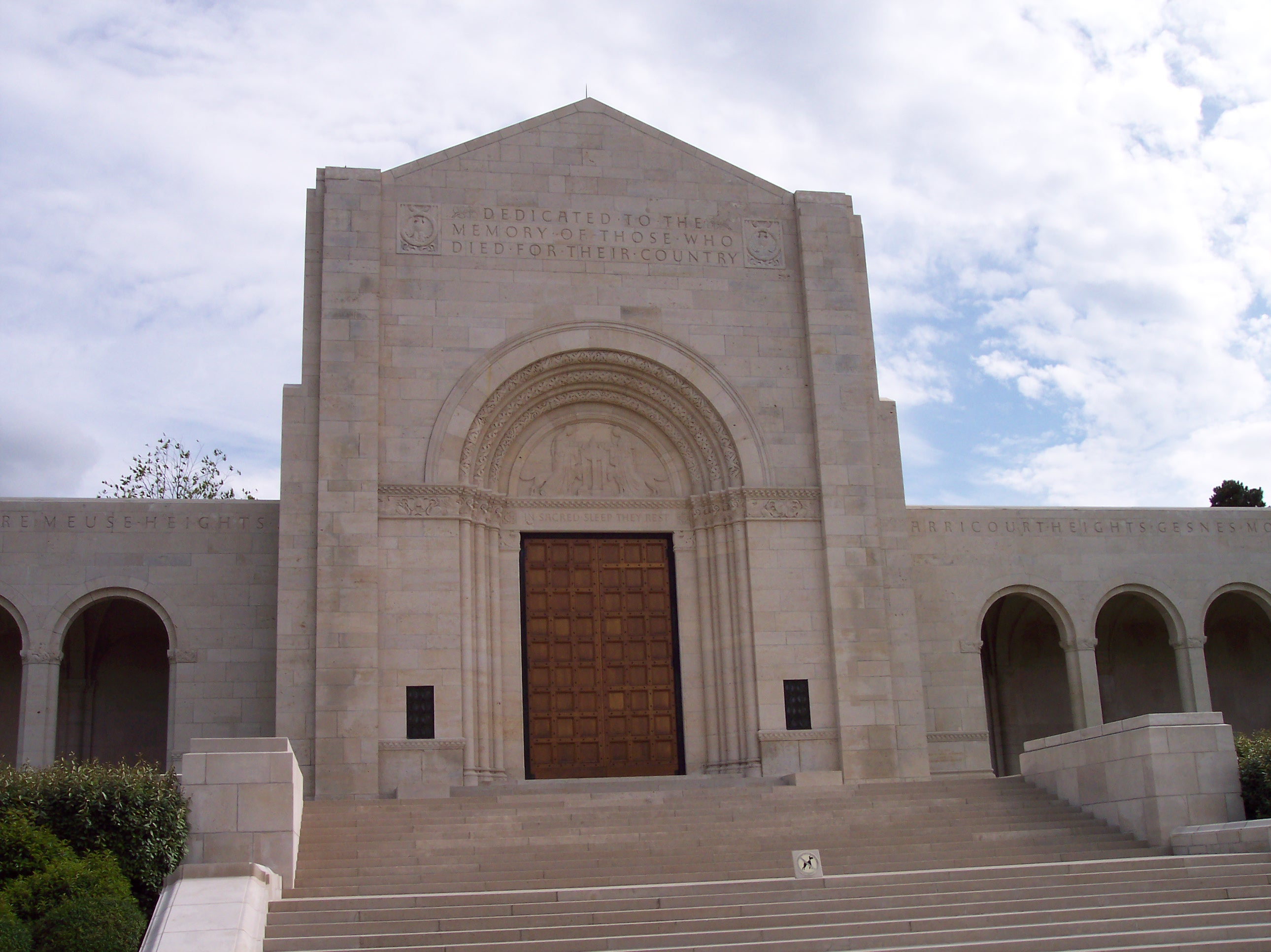
Chapelle du cimetière américain.
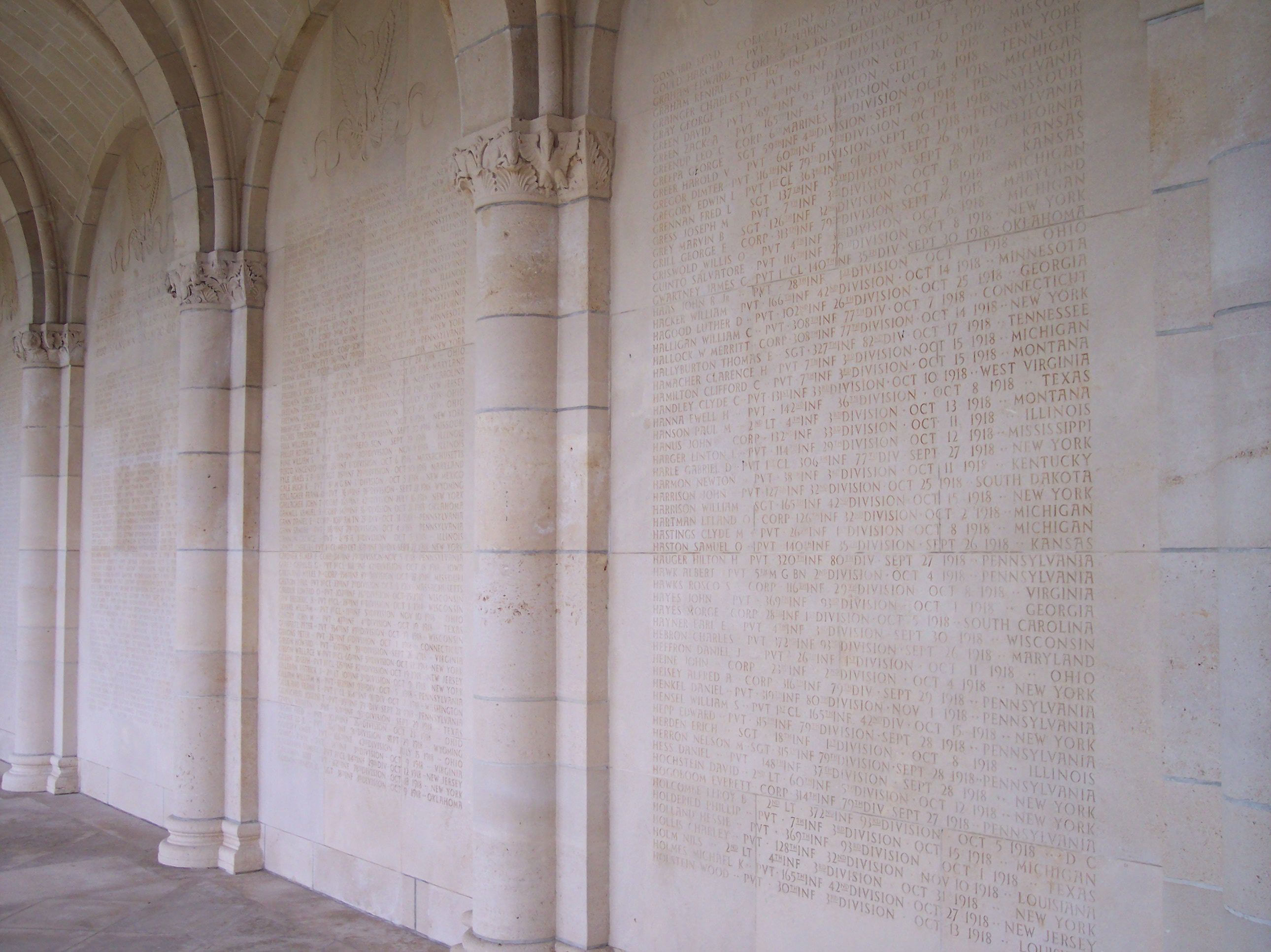
Liste de noms de la chapelle du cimetière.
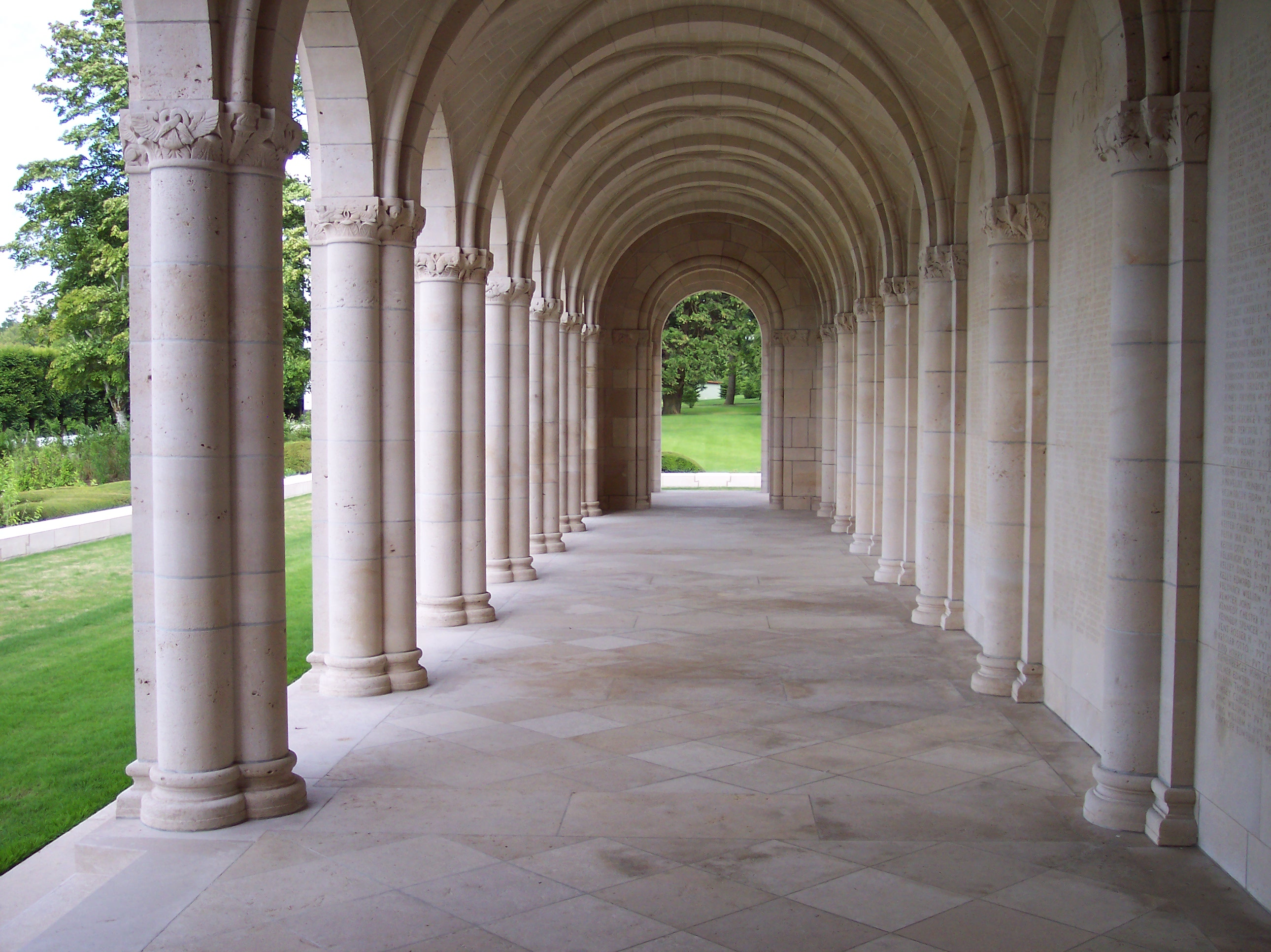
Galerie de la chapelle du cimetière.

### Source
- (en) Monument sur le site officiel américain de la commission
 des monuments américains de bataille et autorisation